# 1952년 이민국적법
1952년 이민국적법(1952年移民國籍法, 영어: Immigration and Nationality Act of 1952) 또는 매카런 월터법(영어: McCarran–Walter Act)은 미국 연방 법전 타이틀 8에 성문화된 법으로, 1952년 6월에 27일 성립한 새로운 이민귀화법(移民歸化法)이다. 1798년 이래 미국의 기본 이민귀화법을 완전히 바꾸어 지금까지 모든 주가 각기 시행해온 법률을 통일시킨 것이다. 신법(新法)에서는 인종차별의 원칙이 아직도 남아 있고 공산주의에 대한 엄격한 사상(思想) 조사도 따르도록 되어 있다. 이 법이 발효되기 전까지 여러 법령들이 이민법을 관리하였으나 하나의 본문 안에 정리되지는 않았었다.

## 같이 보기
- 미국 이민의 역사
- 1924년 이민법
- 미국 시민권#시민권과 국적의 구별